# I.P. Khlebnikov

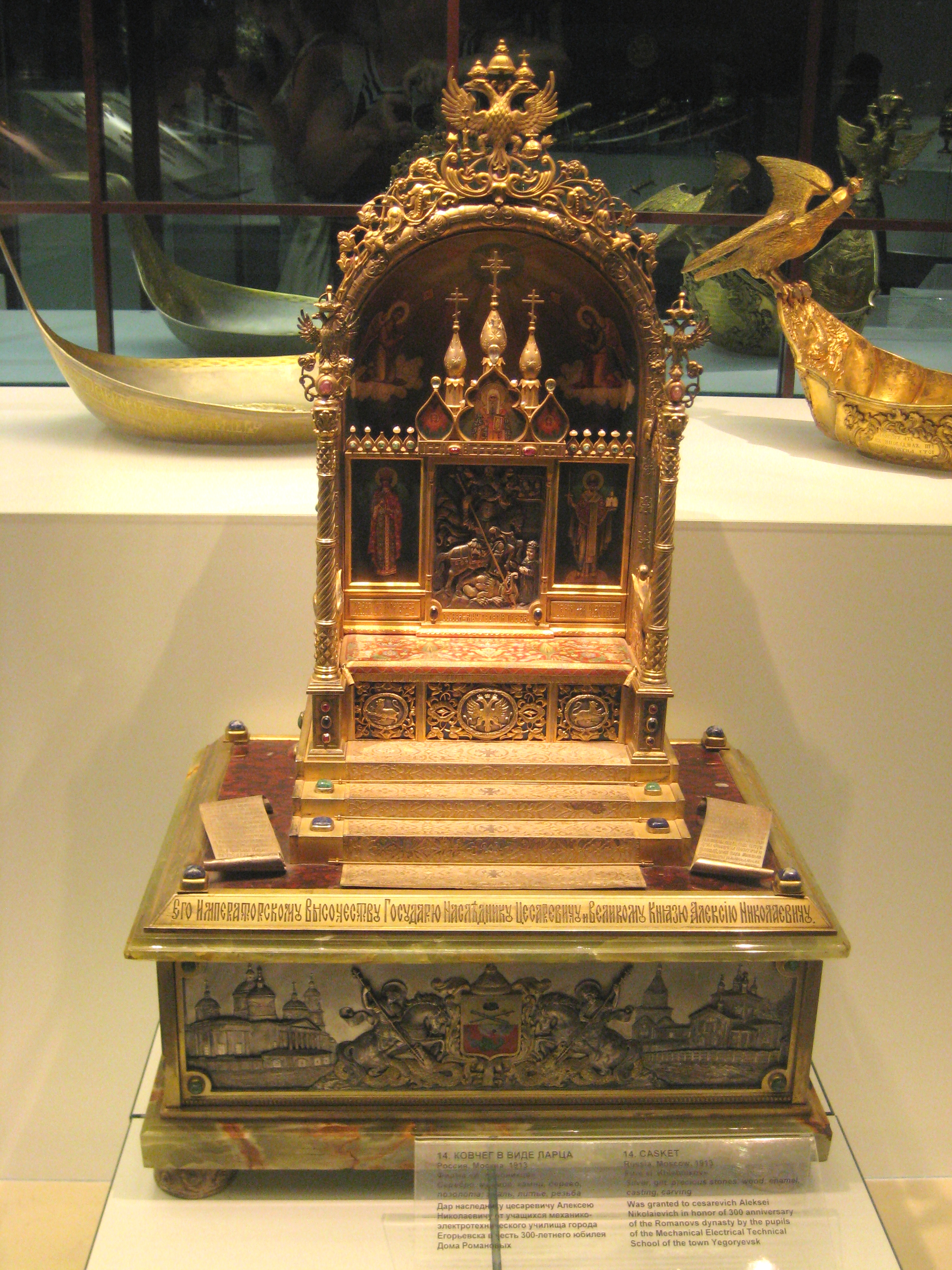
Boîte en argent plaqué or, marbre, bois, pierres précieuses (1913).

La maison I.P. Khlebnikov (И. П. Хлебников) est une compagnie d'orfèvrerie et de bijouterie russe qui a été active de 1871 à 1917. Elle était fameuse pour ses réalisations en or, en argent et en pierres précieuses. Elle a reçu de nombreuses récompenses dans des expositions russes et internationales. Elle avait le titre de « fournisseur de la Cour de Sa Majesté Impériale » en Russie et aussi de fournisseur de la Cour du Danemark, du Monténégro, des Pays-Bas, de Serbie.

## Histoire
En 1867, le marchand de la 1re guilde, Ivan Petrovitch Khlebnikov, travaille dans l'artisanat de la bijouterie à Saint-Pétersbourg. En 1869, il possède deux magasins à Moscou, l'un sur la ligne d'Argent des galeries commerçantes supérieures et l'autre rue Ilinka. Il vendait des brillants, des bijoux, des objets d'or et d'argent.
En 1871, Khlebnikov fonde du côté de la Iaouza un atelier d'orfèvrerie, d'argenterie et de bijouterie. Ayant une expérience de plus de quarante ans dans ces domaines, Khlebnikov a toujours réalisé des objets complexes et d'un grand raffinement, déjà depuis 1872, lorsqu'il est devenu fournisseur officiel du grand-duc Constantin. Ses fils Mikhaïl, Nikolaï et Alexeï participent aux affaires familiales. Son autre fils Vladimir entre dans la compagnie en 1878.
En 1871, la compagnie fait travailler plus d'une centaine d'employés et la première année elle a une production qui représente 56 000 roubles.
En 1873, il est fournisseur des objets de la garde-robe de la grande-duchesse Marie. En 1877, il est nommé « fournisseur de la Cour de S.A.I. le grand-duc Vladimir ». En 1879, la compagnie ouvre un magasin à Saint-Pétersbourg sur la perspective Nevski près de la cathédrale Notre-Dame-de-Kazan. La production de chez Khlebnikov est présentée et vendue aussi à l'immense foire annuelle de Nijni Novgorod.
En 1879, la maison Khlebnikov reçoit le titre de « fournisseur de la Cour de S.M.I. ». En 1880, la maison Khlebnikov s'agrandit encore et ouvre une école pour trente-cinq apprentis.
Ivan Petrovitch Khlebnikov meurt en 1881. Ses fils lui succèdent. En 1887, la maison Khlebnikov achète tous les actifs de son concurrent Sazikov, les magasins de Moscou et de Saint-Pétersbourg et la fabrique. Une nouvelle chaudière à vapeur et des machines sont achetées pour l'usine.
En 1888, Mikhaïl, Alexeï et Nikolaï Khlebnikov ainsi que V.N. Souvorine (marchand de la 1re guilde) fondent la Société de production d'orfèvrerie, d'argenterie et de bijouterie I.P. Khlebnikov fils et Cie. La première année, elle réalise un profit de 38 288 roubles.
En 1897, la production totale représente une valeur de 172 372 roubles.
En juin 1917, l'usine ferme et les actions sont transférées au zemstvo du district de Moscou. Les magasins ferment. Ensuite ce qui reste de la compagnie est nationalisé. L'usine devient une usine de production de platine pour les laboratoires, l'électrochimie et l'industrie chimique. On garde toutefois une petite production de couverts.

## Style et technique

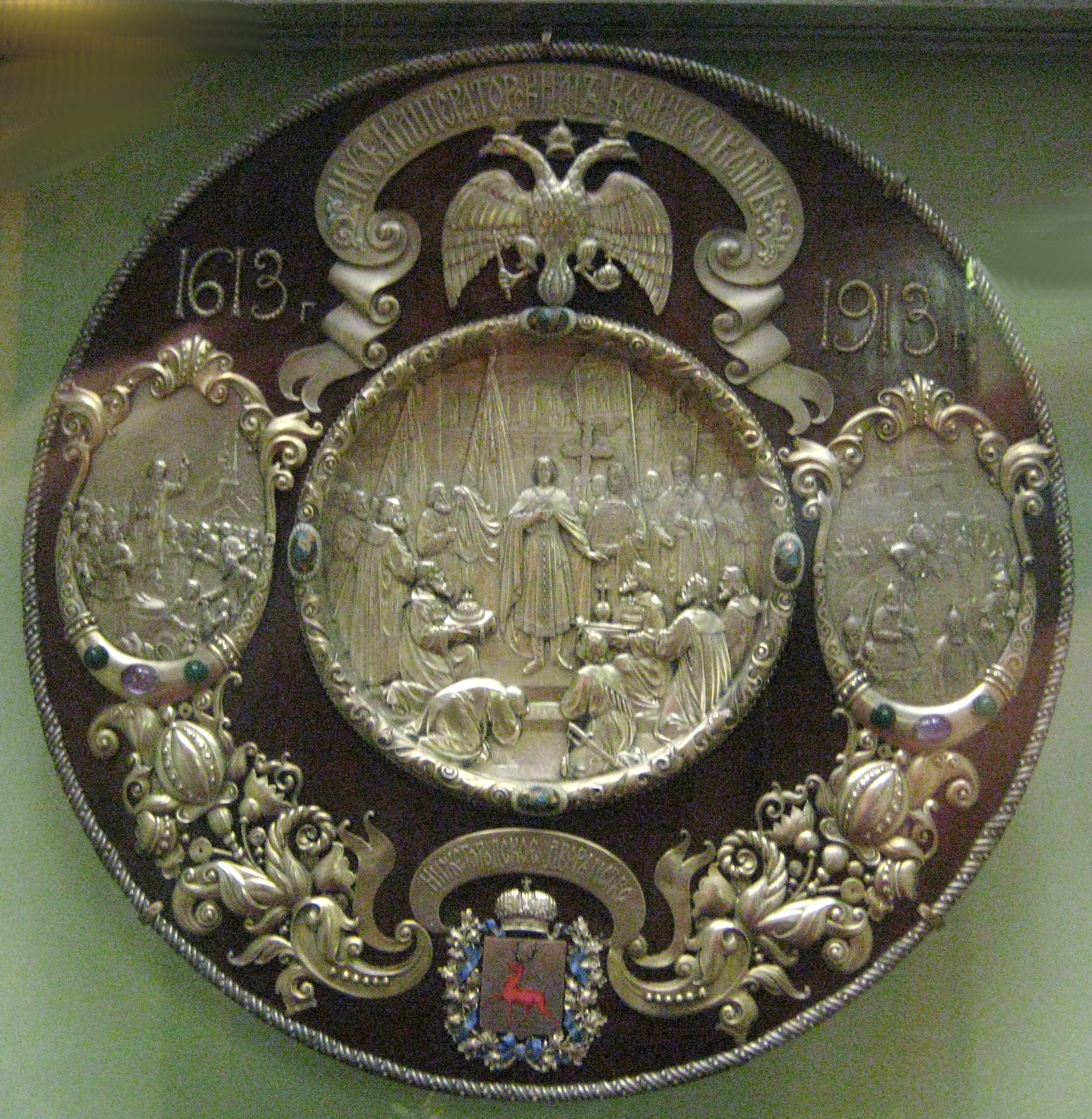
Plat en argent signé Khlebnikov, offert par la noblesse de Nijni Novgorod à Nicolas II pour les 300 ans du règne de la maison Romanov.

Khlebnikov se fait connaître à la fin du XIXe siècle grâce au style russe qu il popularise. Les produits en argent imitent la texture du lin et du tissu. L'émail est largement utilisé. Mais la maison produit aussi des objets de style néobaroque, en style néoclassique, art nouveau. Elle vend aussi en séries de l'argenterie, des samovars, des objets pour l'écriture, des bijoux, des objets liturgiques, des icônes recouvertes d'argenterie, des lampes, des miroirs, des objets de toilette, des services à thé et à café, de la vaisselle enfantine, des hochets, etc. Le département des cadeaux est très fourni avec notamment de l'horlogerie, des cadres à photos et pour portraits, des tasses et surtouts, des pieds de lampes et de meubles, etc. Des produits étaient faits aussi exclusivement sur commande.
Khlebnikov payait bien ses dessinateurs de 6 a 10 000 roubles par an, exigeant de l'originalité pour se démarquer de ses concurrents. La maison commandait aussi des esquisses et croquis à de grands artistes comme Nikolaï Nabokov, P. Balachov, les architectes Viktor Hartmann et Ivan Ropet.

## Œuvres fameuses

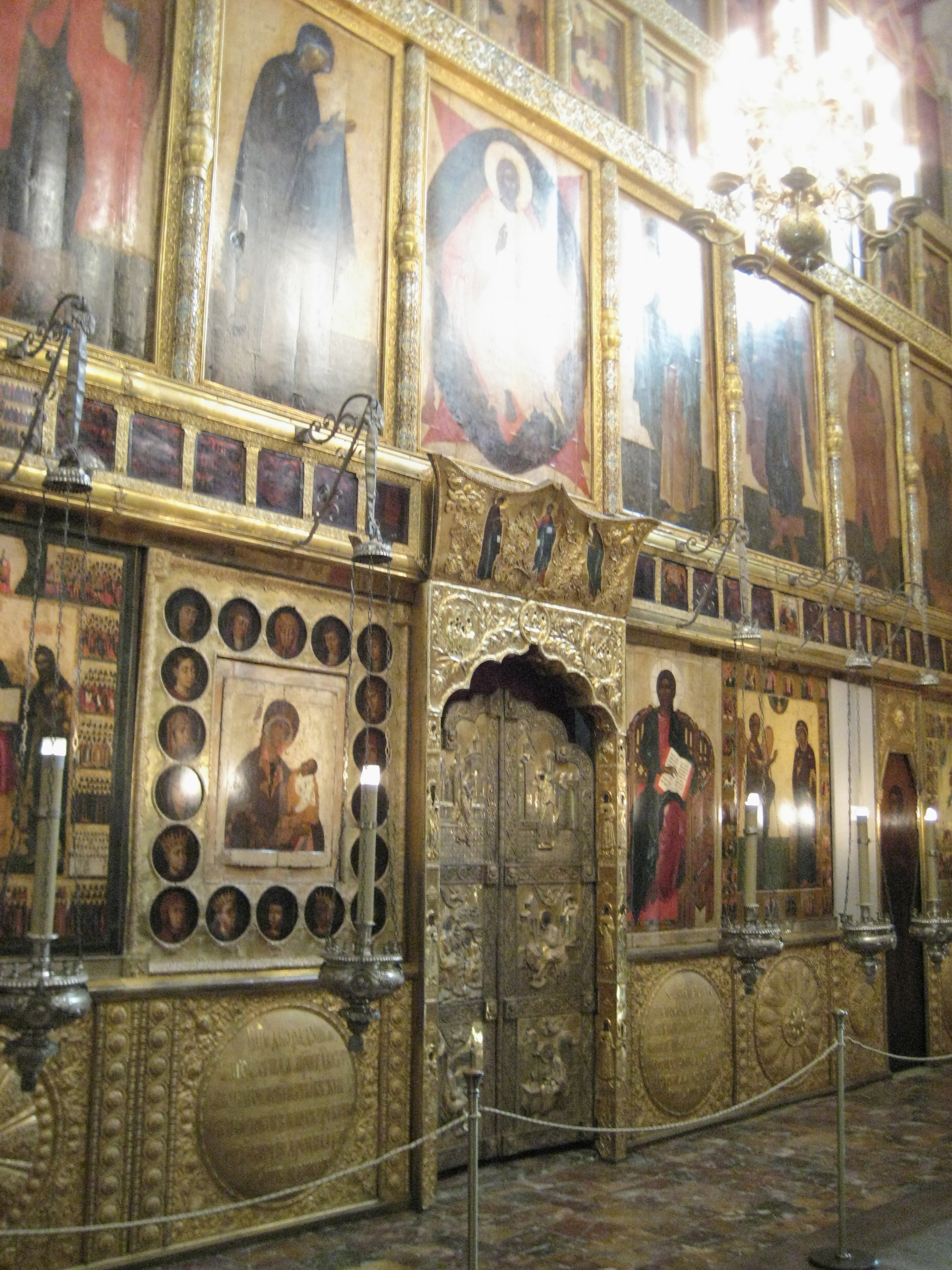
Iconostase de la cathédrale de l'Annonciation du Kremlin de Moscou.

Déjà en 1873, la maison Khlebnikov montre au jury de l'exposition de Vienne un gobelet d'argent avec une représentation du prince Dimitri Donskoï et une bratina (grand récipient rond) imitant le style prisé sous le tzar Alexis. La maison faisait aussi beaucoup d'objets liturgiques et ceux de la 
cathédrale du Christ-Sauveur de Moscou sont fameux. Il est conservé plus de cinquante lampes, des calices et aiguières célèbres. Pour cette commande la maison a reçu 17 000 roubles.
En 1896, Khlebnikov conçoit la couverture en bronze doré parsemée d'émaux de l'iconostase à seize niveaux pour la cathédrale de l'Annonciation du Kremlin de Moscou. En 1898, c'est au tour des iconostases des murs Sud et Nord de la cathédrale de l'Assomption du Kremlin de Moscou. En 1913, cette même cathédrale est ornée de grands chandeliers faits chez Khlebnikov. 
En 1910, la maison réalise la croix d'autel en argent doré décorée de rubis, d'émeraudes, de saphirs et de perles du couvent des Saintes-Marthe-et-Marie de Moscou.
Parmi la nombreuse vaisselle d'argenterie de la maison Khlebnikov on peut distinguer les magnifiques pièces commandées par l'État à l'occasion de grands événements, comme le couronnement de Nicolas II, pièces aujourd'hui présentées au palais des Armures du Kremlin.